# ꝸ
Cette page contient des caractères spéciaux ou non latins. S’ils s’affichent mal (▯, ?, etc.), consultez la page d’aide Unicode.
Ne doit pas être confondu avec S barré diagonalement ou Ꞩ.
ꝸ, appelé um, est une lettre additionnelle de l’alphabet latin qui était utilisée comme abréviation dans l’écriture du latin. Elle est composée d’un S avec un trait oblique. Elle n’est pas à confondre avec le S barré diagonalement ‹ S̸, s̸ › ou le S barré obliquement ‹ Ꞩ, ꞩ ›.

## Utilisation
Le signe ꝸ est utilisé au cours du Moyen Âge dans des textes latins comme abréviation pour -um et -us comme dans 
ductibꝸ aquarꝸ  (ductibus aquarum, « aux cours d’eau »),, 
ou -un- comme dans volꝸtas (voluntas, « volonté »), mꝸdum (mundum, « monde »), 
utrꝸqꝫ (utrumque, « tous les deux »),
ou en portugais pour -os comme dans cubꝸ (cubos, « cubes »).

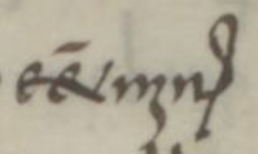
ꝸ dans le Codex 74 de Cologne.
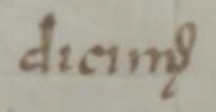
ꝸ dans le Codex 115 de Cologne.

## Représentations informatiques
Cette lettre peut être représentée avec les caractères Unicode suivants :
| formes    | représentations | chaînes de caractères | points de code | descriptions               |
| --------- | --------------- | --------------------- | -------------- | -------------------------- |
| minuscule | ꝸ               | ꝸ                     | U+A778         | lettre minuscule latine um |